# 徳島県道230号第十白鳥線
徳島県道230号第十白鳥線（とくしまけんどう230ごう だいじゅうしろとりせん）は、徳島県名西郡石井町から徳島市を経由して、名西郡石井町に至る一般県道である。

## 概要
名西郡石井町藍畑から徳島市国府町経由で名西郡石井町石井に至る。

### 路線データ
- 起点：名西郡石井町藍畑（徳島県道15号徳島吉野線交点、徳島県道206号西黒田中村線新道起点）
- 終点：名西郡石井町石井（白鳥交差点、国道192号交点）
- 総延長：4.024 km（他に旧道0.584 km、新道0.996 km）[1]

## 歴史
- 1959年（昭和34年）1月31日 - 徳島県告示第36号により徳島県道94号第十白鳥線として認定される。
- 1967年（昭和42年）1月1日 - 名東郡国府町が徳島市に編入されたことに伴い経由地の地名が変更される。
- 1972年（昭和47年）3月10日 - 徳島県の県道番号再編により現行の路線番号で再認定される。
- 2006年（平成18年）12月20日 - バイパスが完成し全線2車線化完成。

## 路線状況

### 重複区間
- 徳島県道206号西黒田中村線（新道：名西郡石井町藍畑（起点） - 名西郡石井町高川原）
- 徳島県道232号平島国府線（名西郡石井町高川原）

## 地理

### 通過する自治体
- 徳島県
  - 名西郡石井町 - 徳島市 - 名西郡石井町

### 交差する道路
| 交差する道路                                                         | 市町村名 | 市町村名 | 交差する場所         | 交差する場所      |
| -------------------------------------------------------------------- | -------- | -------- | -------------------- | ----------------- |
| 徳島県道15号徳島吉野線 徳島県道206号西黒田中村線 / 新道 重複区間起点 | 名西郡   | 石井町   | 藍畑                 | 起点              |
| 徳島県道206号西黒田中村線 / 別線                                     | 徳島市   | 徳島市   | 国府町芝原           |                   |
| 徳島県道30号徳島鴨島線 徳島県道206号西黒田中村線 / 新道 重複区間終点 | 名西郡   | 石井町   | 高川原（たかがわら） |                   |
| 徳島県道232号平島国府線 重複区間起点                                 | 名西郡   | 石井町   | 高川原               |                   |
| 徳島県道232号平島国府線 重複区間終点                                 | 名西郡   | 石井町   | 高川原               |                   |
| 国道192号 国道318号 重複                                             | 名西郡   | 石井町   | 石井                 | 白鳥交差点 / 終点 |

### 交差する鉄道
- 徳島線

### 沿線
- 吉野川
- 渡内川
- 神宮入江川
- 竜王団地